# Nissan Patrol

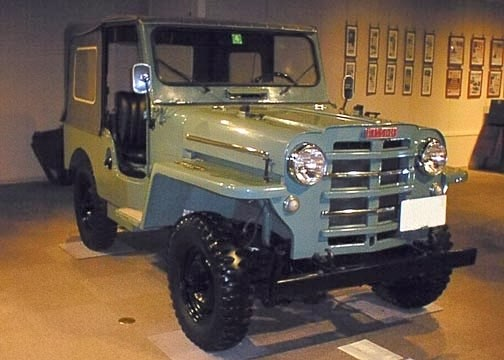
Nissan Patrol modell 1951-1960

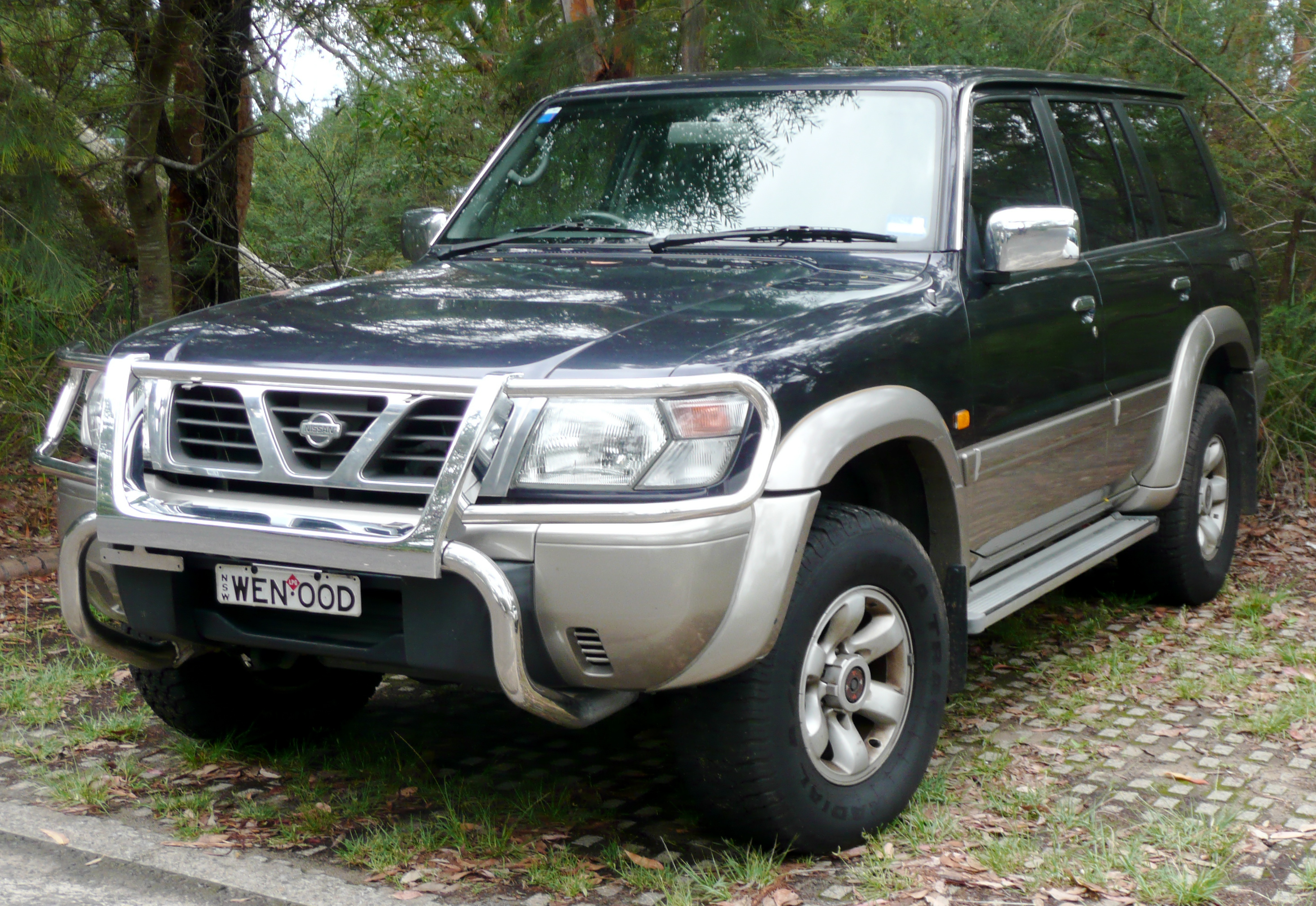
Nissan Patrol modell 1997-2000

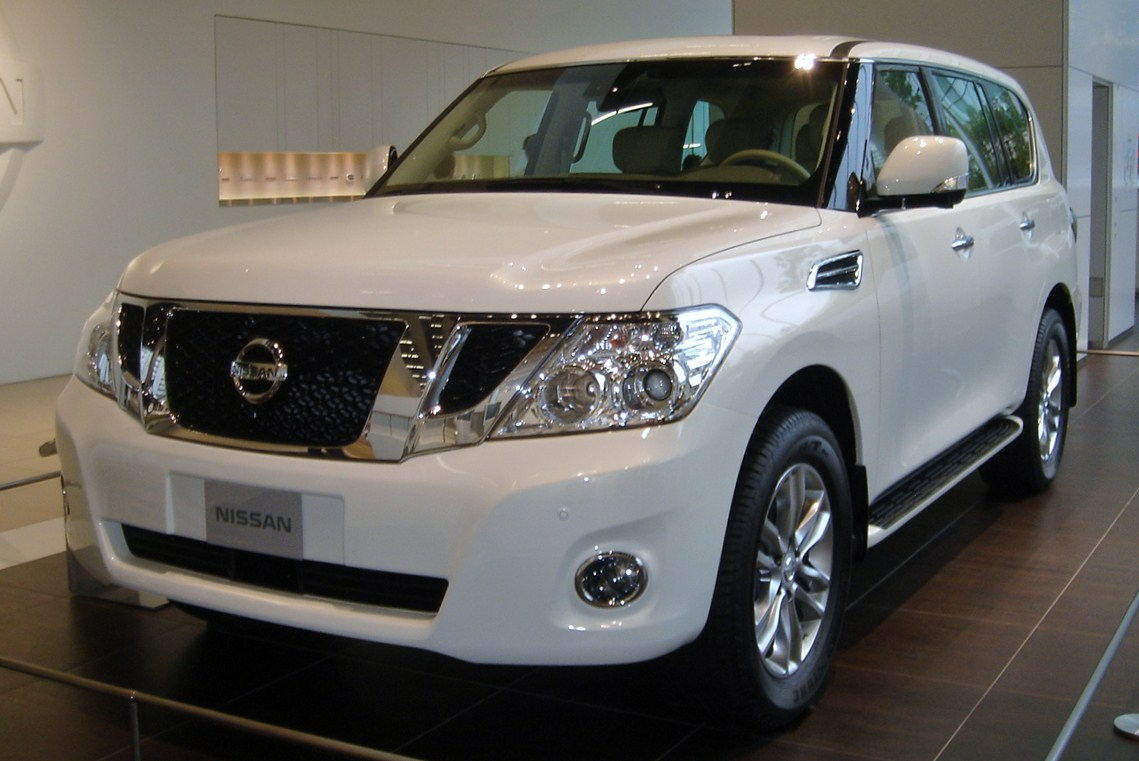
Nissan Patrol, sedan 2010

Nissan Patrol är en större fyrhjulsdriven terrängbil från tillverkaren Nissan.
1951 börjades Nissan Patrol att byggas som militärfordon. Modellen blev en försäljningssuccé och jämförs med konkurrenten Toyota Land Cruiser.